# Pangolin (gène)
Pour les articles homonymes, voir Pangolin (homonymie).
Pangolin (pan) est un gène de polarité segmentaire à HMG box (High Mobility Group box).